# Wheelwright (Kentucky)
Wheelwright è un comune degli Stati Uniti d'America, situato nello Stato del Kentucky, nella contea di Floyd.